# John Irvin
John Irvin (ur. 7 maja 1940 w Newcastle upon Tyne) – brytyjski reżyser filmowy i telewizyjny, pracujący zarówno w ojczyźnie, jak i w Stanach Zjednoczonych.

## Życiorys
Po studiach reżyserskich w London Film School, w latach 60. tworzył filmy dokumentalne o zacięciu społecznym w stylu tzw. "direct cinema". W kolejnej dekadzie pracował wyłącznie dla brytyjskiej telewizji.
Uznanie przyniosły mu ekranizacje powieści szpiegowskich: Druciarza, krawca, żołnierza, szpiega (1979, miniserial telewizyjny) Johna le Carrégo oraz Psów wojny (1980) Fredericka Forsytha. Później zrealizował m.in. sensacyjne Jak to się robi w Chicago (1986) z Arnoldem Schwarzeneggerem, rozgrywający się w Wietnamie wojenny obraz Hamburger Hill (1987) oraz kryminał Prawo krwi (1989). 
W latach 90. realizował głównie filmy telewizyjne. W 1991 powstał Robin Hood, w 1996 Szalony Koń (biografia indiańskiego wodza), a w 1999 biblijna Arka Noego. Swym nazwiskiem firmował także dzieło ukazujące absurd oraz szaleństwo wojny – Kiedy ucichną działa (1998). Najciekawsze filmy kinowe z tego okresu to nakręcone w Wielkiej Brytanii Wdowy (1994) i Przeklęte ulice (1997) z Harveyem Keitelem w roli mszczącego się gangstera.

## Filmografia
- 1979: Druciarz, krawiec, żołnierz, szpieg (Tinker Tailor Soldier Spy) – miniserial
- 1980: Psy wojny (The Dogs of War)
- 1981: Upiorna opowieść (Ghost Story)
- 1984: Mistrzowie (Champions)
- 1985: Dziennik żółwia (Turtle Diary)
- 1986: Jak to się robi w Chicago (Raw Deal)
- 1987: Hamburger Hill
- 1989: Prawo krwi (Next of Kin)
- 1990: Domena władzy (Eminent Domain)
- 1991: Robin Hood
- 1994: Wdowy (Widows' Peak)
- 1994: Swobodny lot (Freefall)
- 1995: Miesiąc nad jeziorem (A Month by the Lake)
- 1996: Szalony Koń (Crazy Horse) – telewizyjny
- 1997: Przeklęte ulice (City of Industry)
- 1998: Kiedy ucichną działa (When Trumpets Fade) – telewizyjny
- 1999: Arka Noego (Noah's Ark) – miniserial
- 2000: Mgnienie (Shiner)
- 2001: Anioł zemsty (The Fourth Angel)
- 2003: Paczka z County Clare (The Boys from County Clare)
- 2005: Śmierć online (Dot.Kill)
- 2005: The Fine Art of Love: Mine Ha-Ha
- 2007: W blasku gwiazd (The Moon and the Stars)
- 2008: Ogród Edenu (The Garden of Eden)
- 2016: Pistolet Mandeli (Mandela's Gun)[3][4]